# Pantana sordida
Pantana sordida är en fjärilsart som beskrevs av Walker 1856. Pantana sordida ingår i släktet Pantana och familjen tofsspinnare. Inga underarter finns listade i Catalogue of Life.